# Visbeck (Adelsgeschlecht, Minden)

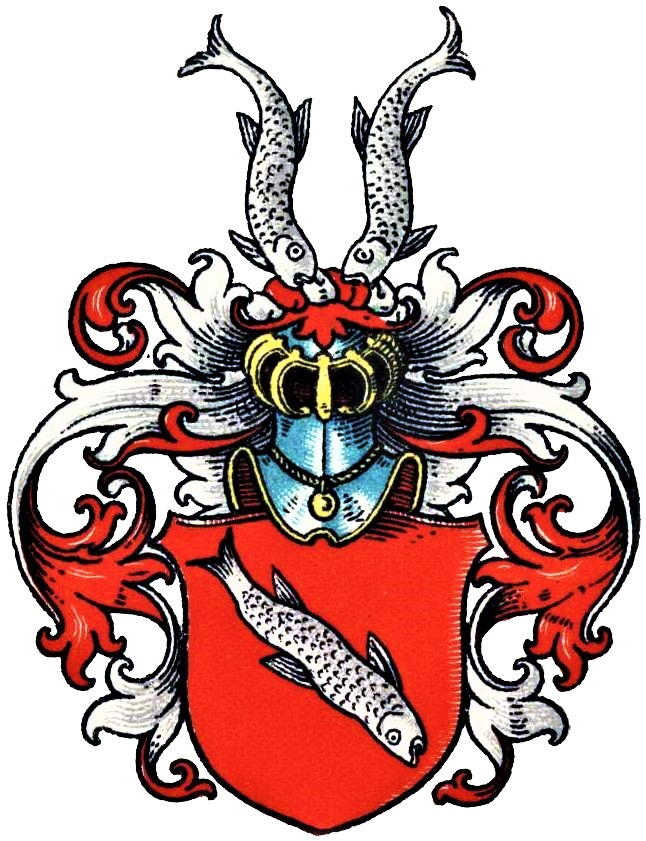
Wappen derer von Visbeck im Wappenbuch des Westfälischen Adels

Visbeck (auch: Visbeke, Visbecke, Fischbeck oder ähnlich) ist der Name eines erloschenen westfälischen Adelsgeschlechts.
Die hier behandelte Familie ist von den ebenfalls westfälischen, aber wappenverschiedenen und nichtverwandten Adelsgeschlechtern Visbeck zu Dülmen und Visbeck zu Meschede zu unterscheiden.

## Geschichte
Das hier betrachtete Geschlechts war im 13. bis 15. Jahrhundert im Mindenschen und im Niederstift Münster ansässig. 1460 siegelte Egbert von Vyßbecke eine Urkunde. Hennike von Visbeck zu Minden erscheint 1567 in einem Reichskammergerichtsprozess. 1550 werden Heyneke und Joist von Visbeke als Bürgen in einer Mindener Urkunde genannt. Jobst von Visbeck hatte 1578 den Nienhof bei Schlüsselburg im Kreis Minden. Im Hoyaschen saß die Familie auf Holzhausen (urkundlich 1472–1516), Burg Liebenau (1472) und Burg Stolzenau (1595). Zu Anfang des 17. Jahrhunderts scheint das Geschlecht erloschen zu sein.

## Wappen
Blasonierung: In Rot ein schrägrechts gestellter silberner Fisch (Kopf nach unten). Auf dem rot-silbern bewulsteten Helm zwei silberne Fische delphinartig gebogen, die Köpfe auf dem Helm gegeneinander. Die Helmdecken sind schwarz-silbern.
Ein entsprechendes Wappen zeigt ein in der Kirche in Lübbecke befindliches Epitaph für den von Visbeck zu Stolzenau.